# 나폴레옹 토레스 전투
《나폴레옹 토레스 전투》(포르투갈어: Linhas de Wellington)는 2012년 공개된 영화이다.
이 영화는 제69회 베니스국제영화제 황금사자상 경쟁부문에 진출했다. 2012년 산세바스티안 국제영화제, 2012년 토론토 국제영화제, 2012년 뉴욕영화제에서도 상영됐다. 이 영화는 제86회 아카데미 시상식 포르투갈어 최우수 외국어영화 출품작으로 선정됐으나 후보에는 오르지 못했다.

## 줄거리
1810년 가을, 마세나 원수가 이끄는 프랑스군은 포르투갈을 침략하며 부사코 전투에서 웰링턴 자작이 지휘하는 영국-포르투갈 연합군에 의해 일시적으로 저지당한다. 혹독한 겨울이 다가오자 웰링턴은 비밀리에 구축해둔 토레스 베드라스 요새로 군대를 철수시킨다. 그는 초토화 작전을 펼쳐 프랑스군에 도움이 될 수 있는 모든 보급품을 파괴하고 요새 전방의 주민들을 강제로 이주시킨다. 영화는 이 격동적인 사건들을 군인, 게릴라, 그리고 민간인들에게 미치는 영향을 보여주는 일련의 에피소드들로 묘사한다.

## 출연

### 주연
- 존 말코비치
- 누노 로페스

### 조연
- 소라이아 차베즈
- 마리사 파레데스
- 빅토리아 게라
- 조시 아퐁소 피멘텔
- 카를로토 코타
- 마르셀로 우르게게
- 마티유 아말릭
- 멜빌 푸포
- 필리페 바르가스

## 기타
- 프로듀서: 파울로 브랑코